# 仁和昌大院
仁和昌大院，位于中国云南省丽江市古城区大研街道光义街官院巷4号，建于民国元年（1912年）。
2011年3月9日，仁和昌大院公布为县级文物保护单位。